# Zacapa
Zacapa, la capitale du département de Zacapa, est une ville au Guatemala oriental, le long du fleuve de Motagua.